# Monyoród
Monyoród est un village et une commune du comitat de Baranya en Hongrie.